# Leucania scottii
Leucania scottii là một loài bướm đêm trong họ Noctuidae.